# 7,5 cm feltkanon M/1901
Die 7,5 cm feltkanon M/1901 war eine norwegische Feldkanone, die von der Wehrmacht im Zweiten Weltkrieg erbeutet wurde. Die deutsche Bezeichnung war 7,5-cm-Feldkanone 246 (n).

## Geschichte
Ende des 19. Jahrhunderts  bildeten Norwegen und Schweden ein Artilleriekomitee, das mit sechs Offizieren aus beiden Ländern paritätisch besetzt war. Ziel des Komitees war es, die veralteten Artilleriekontingente beider Länder mit den zur damaligen Zeit modernsten Geschützen auszustatten. Dazu wurden neun verschiedene Modelle mit dem Kaliber 7,5 cm getestet.  In die engere Auswahl kamen letztendlich die französische 7,5-cm-Schneider-Canet-Kanone und die deutsche 7,5-cm-Feldkanone Model 1901 von Rheinmetall. Die norwegischen Offiziere bevorzugten das deutsche Modell und schafften 1901 138 Stück an. In Norwegen wurde das Geschütz als 7,5 cm feltkanon M/1901 eingeführt und blieb bis 1947 in Dienst. Die Feldkanone wurde immer wieder modifiziert und modernisiert. So wurde eine Schlittenlafette und eine Gummireifenlafette für den motorisierten Zug entworfen.
Im russisch-finnischen Winterkrieg 1940 unterstützte die norwegische Regierung die Finnen mit zwölf Geschützen dieses Typs und 7166 Granaten. Die finnische Bezeichnung für dieses Geschütz war 75 K 01. Auch bei der Fortsetzung des Krieges ab Juni 1941 waren die Feldkanonen im Einsatz.
Die deutsche Wehrmacht erbeutete beim Angriff auf Norwegen alle noch in Norwegen befindlichen Geschütze und stellte sie als 7,5-cm-Feldkanone 246 (n) (n für norwegisch) in Dienst. Sie dienten als Küstengeschütz oder als Panzerabwehrgeschütz bei den deutschen Besatzungstruppen in Norwegen.
Nach dem Ende des Zweiten Weltkrieges übernahm Norwegen die deutschen Geschütze wieder und gliederte sie in das neue norwegische Heer ein, schon 1947 wurden sie jedoch durch neuere Modelle ersetzt.

## Beschreibung
Die Feldkanone hatte in der Originalausführung eine Lafette mit Speichenrädern für den Pferde- und Mannschaftszug. Weiterhin hatte sie eine hydraulische Rohrbremse und der Schutzschild war abnehmbar. Anfangs hatte sie noch eine offene Visierung, die nur ein direktes Anrichten auf ein Ziel zuließ. Erst ab 1911 erhielt sie ein Panorama-Teleskop, das auch das indirekte Anrichten ermöglichte. Mindestens zwölf Feldkanonen wurden mit Gummireifen für den motorisierten Zug ausgestattet.
Die 1037 Kilogramm schweren Geschütze konnten 6,5 Kilogramm schwere Granaten ungefähr 10.000 Meter weit schießen.